# Дзирани
Дзирани (на гръцки: Τζιρανή) е бивше село в Егейска Македония, Република Гърция, дем Горуша (Войо), област Западна Македония.

## География
Селището е било разположено 3 km североизточно от Дафни (Драмища) по горното течение на Беливод (Пникарио).

## История
Енорийският храм на Дзирани „Света Параскева“ е построен преди 1830 година. Селото заедно с църквата е разрушено от албански набег. В 1865 година цираниотите по инициатива на Константинос Папатанасиу построяват малък параклис. Параклисът е разрушен в 1967 година от жителите на Дафни и на негово място е построен нов храм.